# Christian Friedrich Schwan

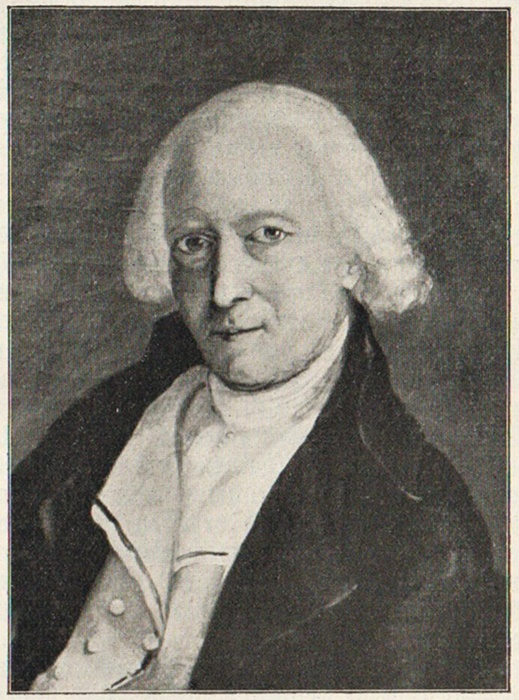
Christian Friedrich Schwan

Christian Friedrich Schwan (* 12. Dezember 1733 in Prenzlau; † 29. Juni 1815 in Heidelberg) war ein deutscher Verleger und Buchhändler.
Schwan studierte von 1751 bis 1753 Theologie in Halle (Saale) und Jena. 1758 wirkte er als Korrektor an der Akademie in Petersburg. 1762 war er Auditeur im Regiment des Generals Georg Ludwig von Schleswig-Holstein-Gottorf, im Folgejahr im preußischen Dienst. Nach Aufenthalten in Holland und Frankfurt heiratete er 1765 die Tochter des Hofbuchhändlers Eßlinger aus Mannheim und übernahm dessen Buchhandlung.
Die Buchhandlung und das Haus Schwans wurden zu einem kulturellen Zentrum Mannheims, wo Persönlichkeiten wie Lessing, Goethe, Schubart, Lenz, Wieland, Herder und Sophie von La Roche verkehrten. 1765–1766 gab er die Moralische Wochenschrift Der Unsichtbare heraus, 1774 bis 1779 die Zeitschrift Die Schreibtafel. 1778 erhielt er den Titel eines Hofkammerrates.
Schwan hatte enge Beziehungen zum Mannheimer Theater. Er empfahl dem Direktor von Dalberg Schillers Stück Die Räuber, dessen Theaterfassung er 1782 verlegte. Auch Schillers folgende Werke Die Verschwörung des Fiesco zu Genua (1783) und Kabale und Liebe (1784) erschienen zuerst bei Schwan, in dem Schiller „den zuverlässigsten unter seinen Freunden in Mannheim“ sah. 1785 hielt Schiller bei ihm schriftlich um die Hand seiner älteren Tochter Anna Margaretha (1766–1796) an; Schwan lehnte höflich ab. Die Tochter war mit dem Sohn des Pfarrers und Anakreontikers Johann Nikolaus Götz (1721–1781), Gottlieb Christian Götz (1758–1803), der bei Schwan gelernt hatte und die Buchhandlung des Schwiegervaters nach dessen Tod als Erbe weiterführte, befreundet. Sie heiratete später Karl Friedrich Treffz (1767–1827), Advokat in Heilbronn und Universitätsprokurator in Tübingen.
1794 verließ Schwan Mannheim wegen der Kriegswirren nach der Französischen Revolution. Er zog zuerst nach Heilbronn, wo Tochter Margarete mit ihrem Mann lebte. 1795 folgten dorthin auch Schwiegersohn Johann Gottlieb Pistorius und Schwans jüngere Tochter Louise. Nach dem frühen Tod von Margarete verließ Schwan Heilbronn und lebte dann in Stuttgart und schließlich in Heidelberg.
1764 veröffentlichte Schwan in Den Haag unter dem Pseudonym C.F.S. de la Marche Anecdotes russes ou lettres d'un officier allemand, die im Folgejahr in deutscher Sprache in Frankfurt (fiktiver Druckort: Petersburg) erschienen. Ein sechsbändiges Deutsch-französisches u. Französisch-deutsches Wörterbuch erschien zwischen 1782 und 1798 in Mannheim. Weiterhin veröffentlichte Schwan Abbildungen aller weltlichen u. geistlichen Orden (Mannheim 1779ff.) und Abbildungen derjenigen Orden, welche eine eigene Ordenskleidung haben (Mannheim 1791).

## Schwans Wörterbücher
- Nouveau dictionnaire de la langue allemande et françoise, 2 Bde., Mannheim  1782–1784 (daraus: Nouveau dictionnaire de la langue allemande et françoise. Extrait de son grand dictionnaire, 2 Bde., Ludwigsburg 1799–1800)
- Nouveau dictionnaire de la langue françoise et allemande,  4 Bde. und ein Supplementbd., Mannheim 1787-1789-1791-1793-1798 (daraus: Nouveau dictionnaire de la langue françoise et allemande. Extrait de son grand dictionnaire, 2 Bde., Tübingen 1802–1804)
- Nouveau dictionnaire françois-allemand, 2 Bde. Tubingue 1807 (Digitalisat)
- Dictionnaire abrégé et portatif allemand-français à l’usage des commençans et des écoles. Suivi d’un petit vocabulaire français-allemand, Mannheim 1809
- Wörterbuch der deutschen und französischen Sprache nach dem Wörterbuche der französischen Akademie und dem Adelungischen. Französisch-Deutscher Teil, 2 Bde., Offenburg/Frankfurt a. M. 1810; Deutsch-Französischer Teil, 2 Bde., Offenburg/Frankfurt a. M. 1811